# Extremer Heliumstern
Extreme Heliumsterne (kurz EHe-Sterne) sind sehr seltene Riesensterne der Spektralklasse A oder B mit einer sehr geringen Häufigkeit an Wasserstoff in ihren Atmosphären.
Sie sind nahe verwandt mit den R-Coronae-Borealis-Sternen, verfügen jedoch über eine etwas höhere Oberflächentemperatur und zeigen keine durch Staubkondensationen hervorgerufenen tiefen Minima.

## Eigenschaften
Die Hauptenergiequelle der Sterne ist das Wasserstoffbrennen, die Atmosphäre von Sternen besteht bei der Geburt überwiegend aus Wasserstoff mit einem Massenanteil von 70 Prozent. Im Rahmen ihrer Entwicklung können Sterne ihre wasserstoffreiche Atmosphäre umwandeln oder durch verschiedene Mechanismen verlieren, sodass im Extremfall nur noch ein Wasserstoffatom auf 10.000 andere Atome kommt.
Zu dieser Gruppe der wasserstoffarmen Sterne gehören die extremen Heliumsterne, die überwiegend Überriesen mit einer Spektralklasse A oder B sind. Mit ungefähr 15 Sternen im sichtbaren Teil der Milchstraße sind sie extrem selten. Aufgrund ihrer kinematischen Eigenschaften, ihrer Metallizität und ihrer galaktischen Verteilung gehören sie zum Bulge der Milchstraße. Sie erreichen Leuchtkräfte um das 10.000-fache der Sonne. Ihre Atmosphären zeigen neben einer Unterhäufigkeit von Wasserstoff eine Überhäufigkeit an Stickstoff, Kohlenstoff und manchmal Sauerstoff.

## Interpretation der Spektren
Die Herkunft der chemischen Elemente in den Spektren der extremen Heliumsterne wird in der Literatur wie folgt interpretiert:
- der geringe Anteil an Wasserstoff ist ein Relikt aus der Zeit der Sternentstehung
- Kalzium, Titan, Natrium, Mangan und Nickel sind nicht im Inneren der Sterne prozessiert worden, was für die Masse der Vorläufersterne eine Obergrenze von ca. acht Sonnenmassen setzt.
- Das Verhältnis (N/Fe) ist proportional zu (C+O+N)/Fe. Diese Beobachtung ist typisch für Sterne, die durch eine Phase des Heliumbrennens als Roter Riese gegangen sind
- Bei einigen extremen Heliumsternen zeigen sich Elemente des s-Prozesses wie Yttrium und Zirkonium, die wahrscheinlich durch einen thermischen Puls auf dem asymptotischen Riesenast entstanden sind

## Herkunft
Erste Hypothesen zur Entstehung der extremen Heliumsterne versuchten die ungewöhnliche chemische Zusammensetzung der Atmosphäre der frühen Überriesen wie folgt zu erklären:
- als Rote Riesen, die ihre gesamte wasserstoffreiche Atmosphäre verloren haben
- als Folge eines Hot Bottom Burning auf dem asymptotischen Riesenast
- als reiner Heliumstern, der bereits mit einer extrem geringen Häufigkeit an Wasserstoff entstanden ist.

Keine dieser Hypothesen vermag die Zusammensetzung der Atmosphäre der extremen Heliumsterne über alle Elemente hinweg befriedigend zu erklären. Die aktuelle Diskussion geht heute eher von einem späten thermischen Puls oder einer Verschmelzung zweier Weißer Zwerge aus.

### Später thermischer Puls
Bei einem späten thermischen Puls hat ein Roter Riese sich bereits vom asymptotischen Riesenast fortbewegt in Richtung höhere Temperaturen, wenn wasserstoff- und heliumreiches Material aus der Atmosphäre in den Kern des Stern transportiert wird und erneut eine Kernfusion zündet. Bei einem sehr späten thermischen Puls hat der Stern bereits das Knie im blauen Bereich des Hertzsprung-Russell-Diagramm passiert und befindet sich auf der Abkühlungssequenz der Weißen Zwerge, wenn erneut Kernfusionen im Inneren zünden.
Während Simulationsrechnungen bei späten thermischen Pulsen chemische Zusammensetzungen erzeugen, die ähnlich denen von extremen Heliumsternen sind, zeigen die Beobachtungen von Sternen, die gerade einen thermischen Puls durchlaufen, wie FG Sge, V605 Aql und V4334 Sgr, eine deutlich größere Häufigkeit an Kohlenstoff und Wasserstoff als EHe-Sterne.

### Verschmelzung Weißer Zwerge
Zwei Weiße Zwerge in einem engen Doppelsternsystem können über den Mechanismus der Abstrahlung von Gravitationswellen soviel Bahnenergie verlieren, dass sie verschmelzen. Handelt es sich bei den Weißen Zwergen um einen, der überwiegend aus Helium besteht, und einen Sauerstoff-Kohlenstoff-Weißen Zwerg mit 0,7 Sonnenmassen, so kann der CO-Weiße Zwerg bis zu ca. 0,3 Sonnenmassen an Helium akkretieren. Ein nachfolgendes Heliumbrennen erzeugt einen Überriesen mit einer Masse, Leuchtkraft und chemischen Zusammensetzung wie die der extremen Heliumsterne.
Die Häufigkeit einer solchen Verschmelzung liegt bei 3 * 10−3 pro Jahr, abgeschätzt aus der Häufigkeit der AM-Canum-Venaticorum-Sterne, und eine Kontraktionsdauer von einigen hundert Jahren ergibt eine abgeschätzte Häufigkeit der EHe-Sterne, die im Einklang mit den Beobachtungen steht.

## PV-Telescopii-Sterne
Einige extreme Heliumsterne zeigen eine Veränderlichkeit von einigen Zehntel mag und Perioden von einigen Stunden. Die Veränderlichkeit wird durch radiale Pulsationen hervorgerufen, die einige Kilometer pro Sekunde erreichen können. Nach ihrem Prototyp PV Telescopii werden die Sterne als PV-Telescopii-Sterne bezeichnet. Die meisten PV-Tel-Sterne sind multiperiodisch, d. h. sie können zusätzlich lange Perioden von einigen zehn Tagen zeigen. Alle PV-Tel-Sterne liegen im Instabilitätsstreifen, ihre Schwingungen werden wohl durch den Kappa-Mechanismus hervorgerufen.

### Vorkommen in Sternkatalogen
Die PV-Telescopii-Sterne sind sehr selten und so listet der General Catalogue of Variable Stars aktuell lediglich etwas über 10 Sterne mit dem Kürzel PVTEL, womit lediglich 0,02 % aller Sterne in diesem Katalog zu dieser Klasse gezählt werden.

## Beispiele
- HD 124448, der erste Vertreter dieser Kategorie
- PV Telescopii
- HD 160641
- BD+10°2179
- BD+13°3224